# Cá sặc gấm
Cá sặc gấm (danh pháp hai phần: Trichogaster lalius) (trước đây là Colisa lalia) là một loài cá nước ngọt nhỏ nằm trong họ Cá tai tượng. Đây là loài bản địa của vùng Nam Á, tuy nhiên đã phổ biến khắp thế giới qua con đường buôn bán cá cảnh.

## Mô tả

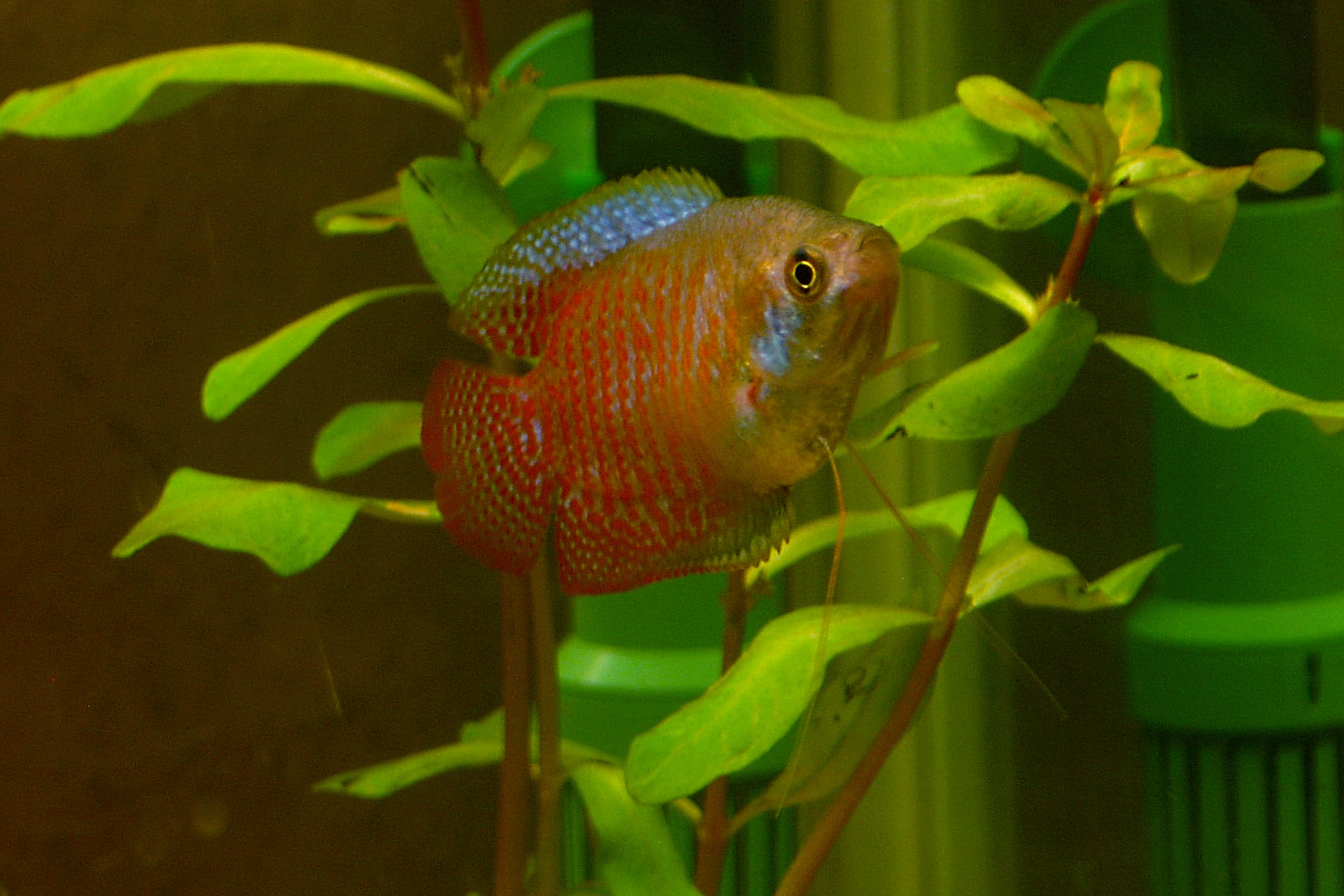
Cá sặc gấm với màu tự nhiên

Cá sặc gấm là một loài cá nhỏ, con trưởng thành chỉ dài trung bình 5 cm, cá biệt có thể lên đến 8,8 cm. Cá có màu sắc sặc sỡ, thường màu chủ đạo là màu đỏ tươi xen kẽ các sọc màu xanh lam ánh kim chạy ngang khắp cơ thể, nắp mang ánh xanh kim loại; các vây lớn và có nhiều họa tiết dạng đốm tròn màu xanh lam. Thân hình dẹt, có dạng bầu dục tròn với miệng nhỏ hướng lên trên; vây bụng đặc trưng biến đổi thành sợi có thể cử động linh hoạt được sử dụng như một công cụ thăm dò môi trường xung quanh. Cá đực có màu sặc sặc sỡ và kích thước trung bình lớn hơn cá cái.

## Sinh thái học
Cá sặc gấm ngoài tự nhiên thường được tìm thấy trong các vùng nước chảy chậm và có nhiều thực vật thủy sinh. Loài cá này có nguồn gốc từ Pakistan, Ấn Độ và Bangladesh, tuy nhiên nó đã phân bố rộng khắp ngoài phạm vi này. Cũng như các loài khác trong họ, đây là một loài cá có mê lộ, cơ quan hô hấp phụ này giúp chúng lấy oxy trực tiếp từ không khí và sống được trong những môi trường nước tù đọng, nghèo oxy hay thậm chí tồn tại một thời gian sau khi ra khỏi mặt nước.
Cá là loài ăn tạp thiên về động vật, thức ăn chính là mùn bã hữu cơ và các loại côn trùng, giáp xác, thân mềm nhỏ. Đây là loài làm tổ bọt. Trong mùa sinh sản, cá đực sẽ tạo ra một đám bọt khí nổi nhờ chất nhờn trong miệng, bám vào thực vật thủy sinh và dẫn dụ cá cái vào đẻ trứng, mỗi lần có thể lên đến 600 trứng. Trứng nở trong vòng 24 giờ, cá đực sẽ tiếp tực chăm sóc trứng và con non trong tổ bọt trong khoảng ba ngày sau khi nở.

## Giá trị sử dụng
Loài này chủ yếu được khai thác và nhân giống để làm cá cảnh do màu sắc đẹp, thích hợp với các hồ thủy sinh cộng đồng do bản tính hiền lành, ít phá hoại của chúng. Cá sặc gấm cũng có nhiều biến thể màu khác nhau nhờ vào nhân giống và lai tạo.

## Hình ảnh

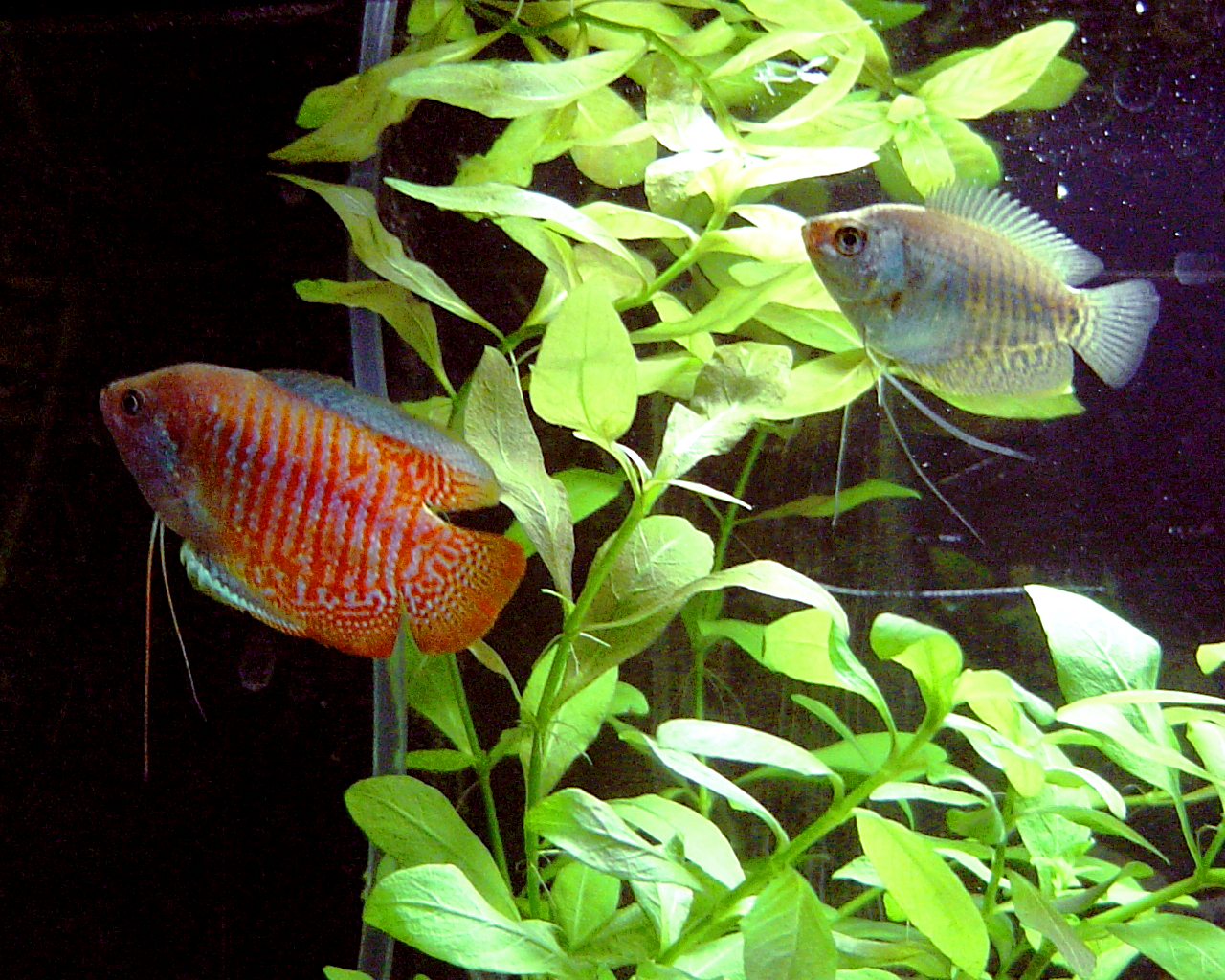
Cá sặc gấm đực (trái) và cái (phải)
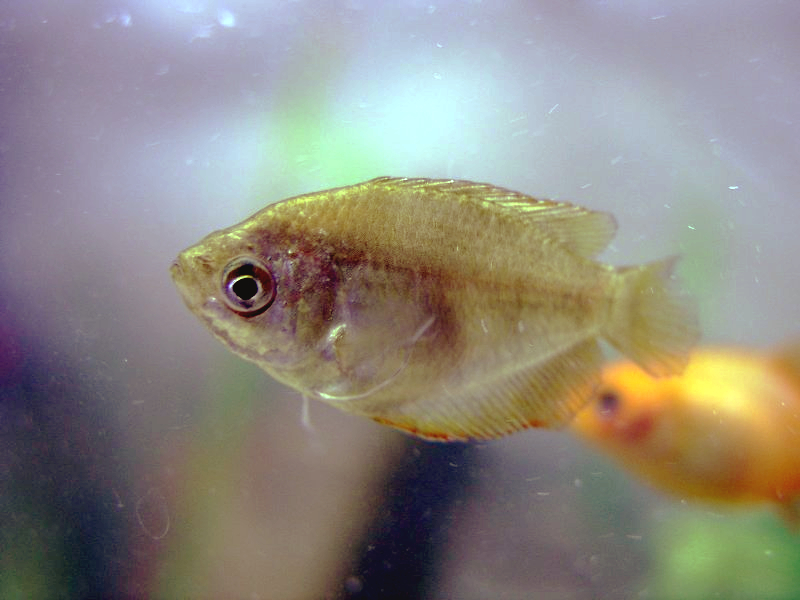
Cá sặc gấm non
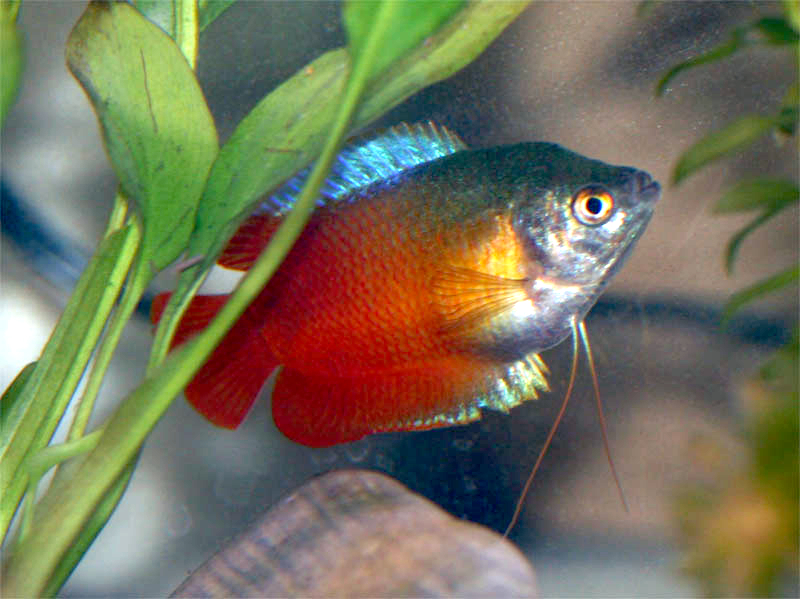
Cá sặc lửa (biến thể màu đỏ tươi của cá sặc gấm)
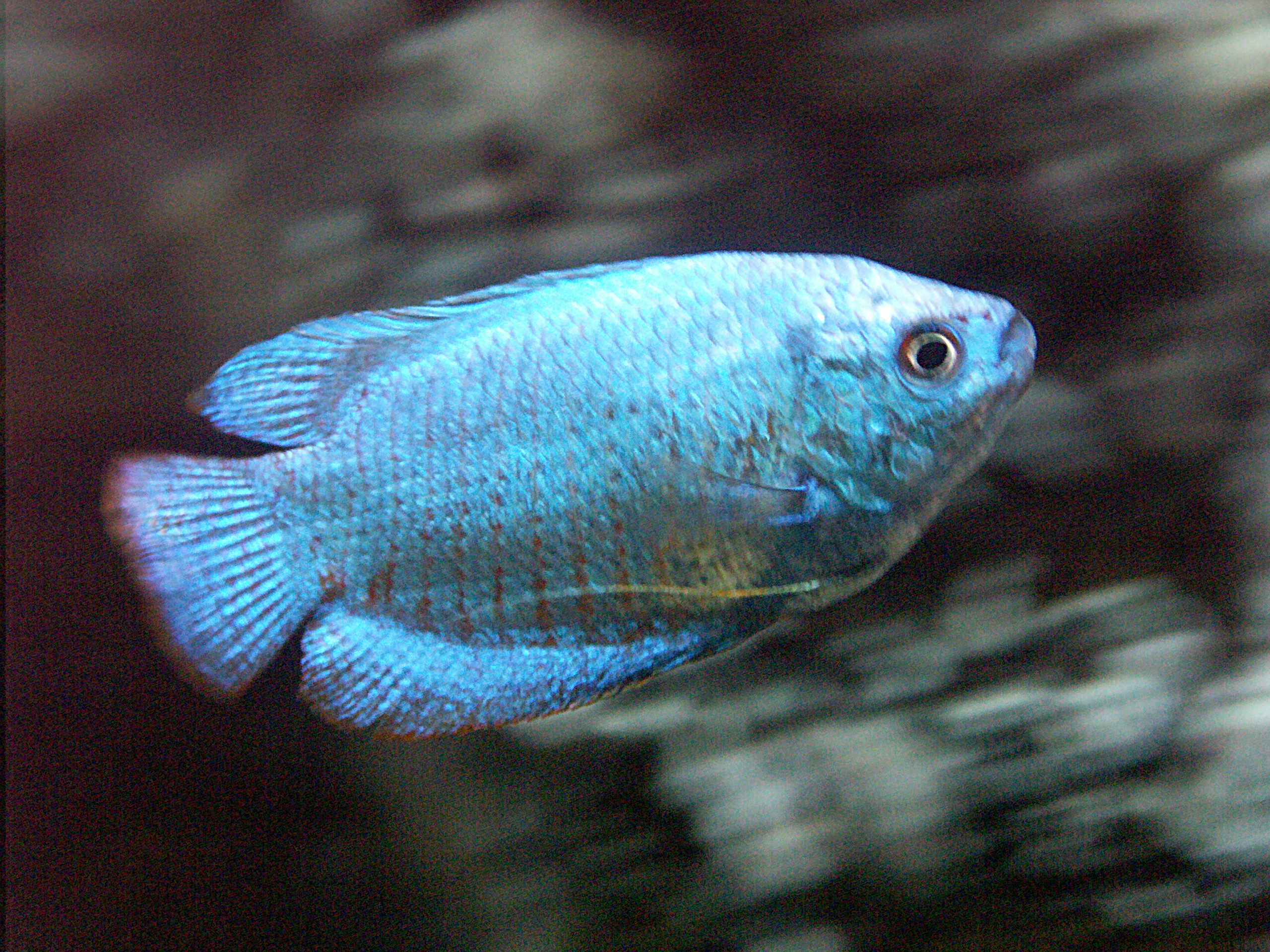
Biến thể màu xanh cobalt
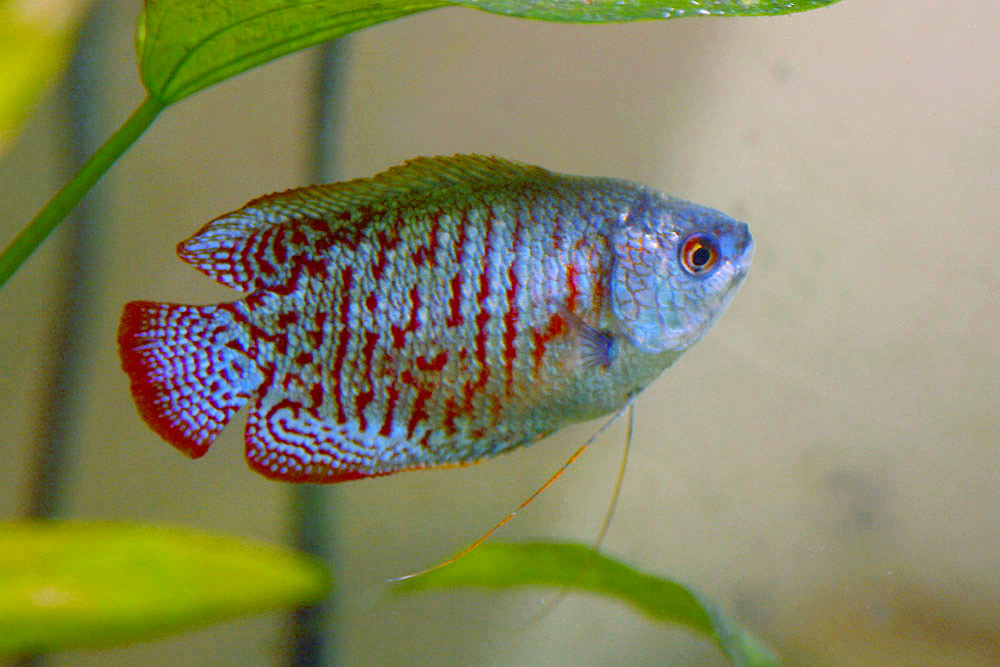
Biến thể màu xanh neon